# 藤田禎一郎
藤田 禎一郎（ふじた ていいちろう、1869年5-6月（明治2年4月） - 1944年（昭和19年）8月）は、大日本帝国陸軍軍人。最終階級は陸軍少将。

## 経歴・人物
愛媛県出身。1891年（明治24年）陸軍士官学校第2期卒業。
1913年（大正2年）8月に北京駐屯歩兵隊長、1916年（大正5年）8月に善通寺連隊区司令官、同年11月に陸軍歩兵大佐、1919年（大正8年）7月に歩兵第12連隊長を経て、1921年（大正10年）6月に陸軍少将に進級と同時に待命、同年10月に予備役に編入した。

## 著作

### 訳書
- ゴンドレー 著『歩兵新兵教育論』歩兵第十六聯隊、1897年。